# Lanephus
Lanephus is een kevergeslacht uit de familie van de boktorren (Cerambycidae). De wetenschappelijke naam van het geslacht werd voor het eerst geldig gepubliceerd in 2005 door Martins.

## Soorten
Lanephus is monotypisch en omvat slechts de volgende soort:
- Lanephus njumanii (Haldeman, 1847)